# Дечја проституција
Дечја проституција је проституисање малолетних особа оба пола. У античком свету била је врло честа. Деца су се регрутовала од робова, а на проституцију су их присиљавали власници, или господари. У средњем веку се јавља настојање да се сузбије дечја проситуција. У осамнаестом веку се дечја проституција проширила. На све стране отварале су се јавне куће. У Енглеској, на пример, младе девојке из енглеских, ирских и шкотских села мамљене су у Лондон, под изговором да ће добити сталан и уносан посао. Те девојке су врло скупо продаване развратницима свих сталежа и доби. Била је изражена манија дефлорације (одузимање невиности). Продавали су се и дечаци. Данашњим законом сексулани однос са децом је кажњив.
Она је незаконита као општи део забране проституције. Обично се испољава у облику сексуалне трговине, у којој је киднаповано и натерано да се укључи без своје воље. Најчешће је повезана са дечјом порнографијом и обично се поклапају. Истраживање наводи да чак десет милиона деце укључено у проституцију широм света. Већина деце укључених у проституцију су девојке, упркос порасту броја младих дечака у трговини.
Уједињене нације прогласио је проституцију деце незаконитом, по међународном праву, разне кампање и организације створене су у знак протеста. „Већина жртве деце која се суочавају са проституцијом су угрожена деца која су искоришћена. Многи предатори посвећени су избеглицама, жртвама сексуалног насиља и деци која су њихови биолошки родитељи строго занемарили. Не само да су се суочили са трауматичним насиљем који утиче на њихово физичко биће, већ се преплићу у насилни живот проституције.” — Заменик америчког државног тужиоца Јамес Цоле
Важно је разликовати сексуално злостављање детета од његовог сексуалног искоришћавања, у смислу трговине људима. Основна разлика је у томе да сексуално искоришћавање детета има економску компоненту. У оквиру сексуалног искоришћавања деце, најраспрострањеније су две категорије: дечја проституција и дечја порнографија. Оно што је заједничко свим облицима искоришћавања деце је висок ниво насиља и економска компонента.

## Дефиниције
За проституцију деце предложено је неколико дефиниција. Уједињене нације га дефинишу као „чин ангажовања или пружања услуга детета за вршење сексуалних радњи за новац или друго разматрање са том особом или било којом другом особом”.
Необавезан протокол о продаји деце, дечјој проституцији и дечјој порнографији дефинише праксу као „чин добијања, набављања или понуде услуга детета или изазивање детета да вршити сексуалне радње за било који облик надокнаде или награде”. Обојица наглашавају да је дете жртва искоришћавања, чак и ако се даје очигледна сагласност. Конвенција о најгорим облицима дечјег рада, 1999, (Конвенција бр. 182) Међународне организације рада (ИЛО) описује га као „коришћење, набавку или понуду детета за проституцију”.
Према Међународној канцеларији рада у Женеви, проституција деце и дечја порнографија су два примарна облика сексуалног искоришћавања деце, која се често преклапају. Први се понекад користи да опише шири концепт комерцијалне сексуалне искоришћености деце (ЦСЕЦ). Она искључује друге идентификоване манифестације ЦСЕЦ-а, као што су комерцијална сексуална искоришћеност кроз дечји брак, домаћи дечји рад и трговина децом у сексуалне сврхе.
Групе које се супротстављају пракси сматрају да термини „дечија проституција” и „дечија проститутка” носе проблематичне конотације, јер се од деце генерално не очекује да могу доносити информисане одлуке о проституцији. Друге групе користе појам „дечји сексуални радник” да подразумевају да деца нису увек „пасивне жртве”.

## Узроци и врсте
Проституција деце обично се јавља у окружењима као што су барови и клубови, домови или одређене улице и области. Према једној студији, само око 10% деце која се баве проституцијом имају макроа (подводача), а преко 45% је ушло у посао путем пријатеља. Мауреен Јаффе и Сониа Росен из Међународне канцеларије за студије о дечјем раду пишу да се случајеви у великој мери разликују: „Неке жртве су избеглице од куће или државних институција, друге продају родитељи или су присиљене или преварене у проституцију, а друге су деца на улици, аматери и други професионалци. Иако се у првом реду мисли на младе девојке у трговини, повећава се број младих дечака који су укључени у проституцију. Најважнији случајеви су деца која су присиљена у трговину и потом затворена. Ова деца имају могућност даљег ризика од мучења и касне смрти.”

### Трговина људима
Канцеларија Уједињених нација за борбу против дроге и криминала (УНОДЦ) дефинише трговину људима као „запошљавање, превоз, пребацивање, прикривање или пријем лица путем средстава као што су претња или употреба силе или других облика присиле, отмице, преваре или превара у сврху експлоатације”. УНОДЦ приближава број жртава широм света око 2,5 милиона. УНИЦЕФ извештава да је од 1982. године око 30 милиона деце продато. Трговина са сексуалним ропством износи 79% случајева, а већина жртава је жена, од чега је 20% деце. Жене су такође често починиоци.
УН је 2007. године основала Глобалну иницијативу Уједињених нација за борбу против трговине људима (УН. ГИФТ). У сарадњи са УНИЦЕФ-ом, Организацијом за сигурност и сарадњу у Европи (ОЕБС) и Фондом за развој Уједињених нација за жене (УНИФЕМ) Уједињене нације су преузеле грант од Уједињених Арапских Емирата за оснивање УН. ГИФТ-а. УН. ГИФТ има за циљ да се бори против трговине људима кроз међусобну подршку својих актера који укључују владе, предузећа и друге велике глобалне актере. Њихова прва иницијатива је ширење речи да је трговање људима неморално и постаје све већи проблем да ће се глобална сарадња предузети да би се прекинуо његов наставак. УН. ГИФТ тежи да смањи потражњу за овим искоришћавањем и створи сигурно окружење за потенцијалне жртве.
У неким случајевима, жртве трговине људима су киднаповане од стране странаца, било силом или претњом да се укључе кроз лажи и лажна обећања. У другим случајевима, породице за децу дозвољавају или присиљавају их да уђу у индустрију као резултат тешког сиромаштва. У случајевима када су извучене из земље, трговци људима се плаше чињенице да деца често нису у стању да разумеју језик своје нове локације и нису свесни њихових законских права.
Истраживања указују на то да трговци људима дају предност женама старосне доби 12 и испод тога јер су мала деца лакше обликована у улогу која им је додељена и зато што се претпостављају да су девице, што је вредно за потрошаче. Тада се девојчице појављују старије и документи су фалсификовани као заштита од спровођења закона.
Психотерапеут Мари Де Цхеснаи наводи пет фаза у процесу трговине људима: рањивост, запошљавање, транспорт, искоришћавање и ослобађање. Завршна фаза, пише Де Цхеснаи, ретко се завршава. Убиства и случајне смртне казне су високе, као и самоубиства, а врло мало жртава је спашено или беже.
Трговина сексом је уносан посао због ниског ризика и велике потражње за њеним постојањем. Повратак високих профита делује као примарни подстрек који подстиче ширење трговине људима. Данас, већина тржишта се управља „онлајн” на интернету претворених у салоне, што отежава спровођење закона о трговини људима. Примери су услуге „онлајн” пратње, стамбени бордели, бордели који су прерушени као бизнис масаже или бање, од којих многе погађају децу својим услугама.

### Преживљавање секса
Други примарни облик проституције деце је „сексуално преживљавање”. Министарство правде САД каже: „Преживљавање секса” се јавља када се дете ангажује у сексуалним поступцима како би добило новац, храну, склониште, одећу или друге предмете потребне за преживљавање. У овим ситуацијама, споразум обично укључује само дете и клијента; деца ангажована у сексу преживљавања обично нису под контролом или усмеравањем макроа, мадам или другим трговцима људима. Свако лице које плати секс за дете, било да је дете контролисано од стране сводника или се бави сексом преживљавања, може се кривично гонити.
Студија коју је наручила УНИЦЕФ и Саве Цхилдрен, а на челу са социологом Анњанетте Росга спровела је истраживање о проституцији деце у Босни и Херцеговини . Росга је објавио да сиромаштво представља снажан фактор који доприноси. Она је изјавила: „Глобална трговина сексом је исти производ свакодневних људи који се боре да преживе у тешким економским кризним ситуацијама јер је то проблем организованог криминала. Нападање злочина, а не сиромаштво третира симптом, али не болест… То је није неуобичајено да девојке знају у шта улазе и да, у неку врсту, добровољно уђу. Можда мисле да ће бити другачије и да су способне да побегну, или можда више воле да ризикују него осећају неспособност да остану код куће у сиромаштву”. Јаффе и Росен се не слажу и тврде да само сиромаштво често не присиљава децу на проституцију, јер у великом броју не постоји у сиромашеним друштавима. Уместо тога, велики број спољашњих утицаја, као што су лоше породичне ситуације и насиље у породици, утичу на проблем.
Проституција деце у облику сексуалног преживљавања одвија се и у неразвијеним и развијеним земљама. У Азији, малолетне девојке понекад раде у борделима како би подржале своје породице. На Шри Ланки чешће ће синови бити у проституцији него ћерке, јер друштво даје већу тежину сексуалној чистоти међу женама него мушкарцима. Јаффе и Росен пишу да је проституција деце у Северној Америци често последица „економских разлога, насиља у породици и злостављања, породичног распада и наркоманије”. У Канади, млади човек је осуђен за оптужбу која се односи на проституцију 15-годишње девојке „онлајн” 2012; подстакао ју је да се проституише као средство за зарађивање новца, задржавао је сву њену зараду и претио јој је насиљем ако не настави.

## Последице

### Лечење проституисане деце
Проституисана деца често су присиљена да раде у опасним срединама без одговарајуће хигијене.  Суочавају се са претњама насиља и понекад су силована и претучена. Истраживачи Робин Е. Кларк, Џудит Фримен Кларк и Кристина А. Адамек пишу да уопште „трпе велики број злостављања, несреће и лоше здравље”. На пример, Дерик Џенсен извештава да су жртве трговине људима из Непала „сломљене” кроз процес силовања, претучене су, а потом изнајмљене до тридесет пет пута по ноћи за један до два долара по мушкарцу". Још један пример је био углавном непалски дечаци који су привукли у Индију и продали куће у Мумбаију, Хидерабаду, Њу Делхију, Луцкнову и Горакхпуру. Једна жртва је напустила Непал у доби од 14 година и продата је у ропство, закључана, претучена, гладна и присилно обрезана. Он је изјавио да је био држан у борделу са 40 до 50 других дечака, од којих су многи кастрирани, пре него што су побегли и вратили се у Непал.
Роналд Фловерс пише да је проституција деце и дечја порнографија тесно повезана; до једне од три проститутке су укључене у порнографију, често кроз филмове или књижевност. Изгубљени тинејџери, каже он, често се користе за „порно филмове” и фотографије. Поред порнографије, Фловерс пише да: „Деца која су ухваћена у овом двоструком свету сексуалног искоришћавања често су жртве сексуалних напада, сексуалних перверзија, полно преносивих болести и неизбежних сећања на сексуалну злоупотребу и тела која су компромитована, брутализовано и остављено заувек заробљена”.

### Физички и психолошки ефекти
Према речима Хуманиума, невладине организације која се супротставља проституцији деце, пракса узрокује повреде као што су „вагинално цепање, физички последици мучења, бол, инфекција или нежељена трудноћа”. С' обзиром да клијенти ретко предузимају мере предострожности против ширења ХИВ-а, проститутке деце суочавају се са високим ризиком од уговора о болести, а већина их на одређеним локацијама уговара. Остале полно преносиве болести представљају и претњу, као што су сифилис и херпес. Високи нивои туберкулозе такође су пронађени међу децом која се баве проституцијом.  Ове болести су често смртоносне.

## Забрана
Проституција деце је незаконита по међународном праву, а Конвенција Уједињених нација о правима детета, члан 34, гласи: „Држава ће заштитити децу од сексуалног искоришћавања и злостављања, укључујући проституцију и укључивање у порнографију”. Конвенција је први пут одржана 1989. године и потврђена је од 193 земље. Године 1990. Уједињене нације су именовале Специјалног известиоца о продаји деце, дечје проституције и дечје порнографије. Током прошле деценије међународна заједница све више признаје важност решавања проблема трговине децом, дечије проституције и дечје порнографије; активности које крше права деце и често су повезане са организованим криминалом. Док законитост одрасле проституције варира између различитих делова света, проституција малолетника је илегална у већини земаља, а све земље имају неку врсту ограничења против ње.
Постоји расправа око тога шта представља проституисано дете. Међународно право дефинише дете као било које лице млађе од 18 година, али одређени број земаља легално препознаје нижи узраст сагласности и одрасло доба, обично у распону од 13 до 17 година. Закони неких земаља разликују проститутке тинејџера и проститутке. На пример, јапанска влада дефинише категорију као малолетника између 13 и 18.
Последице за преступнике варирају од земље до земље. У Народној Републици Кини сви облици проституције су незаконити, али сексуални контакт са свима млађим од 14 година, без обзира на сагласност, завршиће се озбиљнијом казном од силовања одрасле особе. У Сједињеним Државама, законска казна за учествовање у проституцији деце укључује пет до двадесет година затвора. 

## Распрострањеност
Проституција деце постоји у свакој земљи, мада је проблем најтежи у Јужној Америци и Азији. Број деце која се проституише расте у другим деловима света, укључујући Северну Америку, Африку и Европу. Тачне статистике је тешко добити, али се процјењује да у свету има око 10 милиона деце која су укључена у проституцију.
Напомена: ово је листа примера; не покрива сваку земљу у којој постоји дечија проституција.
| Земља/локација            | Број деце укључених у проституцију | Напомене | Референце     |
| ------------------------- | ---------------------------------- | --- | ------------- |
| Аустралија                | 4.000                              | |               |
| Бангладеш                 | 10.000 — 29.000                    | |               |
| Бразил                    | 250.000 — 500.000                  | Сматра се да Бразил има најгоре разине трговине децом након Тајланда                                                                              | [ 25 ]        |
| Грчка                     | 2,900                              | Верује се да је преко 200 година старије од 12 година.                                                                                            | [ 26 ]        |
| Доминиканска република    | 30,000                             | | [ 27 ]        |
| Еквадор                   | 5,200                              | | [ 28 ]        |
| Естонија                  | 1,200                              | | [ 29 ]        |
| Замбија                   | 70,000                             | | [ 30 ]        |
| Индија                    | 1.200.000                          | У Индији деца чине 40% људи који се баве проституцијом.                                                                                           | [ 31 ]        |
| Индонезија                | 40.000 — 70.000                    | УНИЦЕФ наводи да је 30% жена у проституцији испод 18 година.                                                                                      | [ 32 ]        |
| Камбоџа                   | 30,000                             | | [ 33 ]        |
| Колумбија                 | 35,000                             | Између 5.000 и 10.000 је на улицама Боготе . | [ 34 ]        |
| Малезија                  | 43.000 — 142.000                   | | [ 2 ]         |
| Мађарска                  | 500                                | | [ 35 ]        |
| Мексико                   | 16.000 — 20.000                    | Од 13.000 деце са улице у Мекицо Сити-у, 95% је већ имало најмање један сексуални сусрет са одраслом особом (многи од њих су путем проституције). | [ 36 ]        |
| Непал                     | 200.000                            | | [ 19 ]        |
| Нови Зеланд               | 210                                | | [ 37 ]        |
| Перу                      | 500.000                            | | [ 38 ]        |
| Сједињене Америчке Државе | 100.000                            | | [ 39 ] [ 40 ] |
| Тајван                    | 100.000                            | | [ 38 ]        |
| Тајланд                   | 200.000 — 800.000                  | | [ 2 ]         |
| У свету                   | До 10.000.000                      | |               |
| Филипини                  | 60.000 — 100.000                   | |               |
| Чиле                      | 3.700                              | Верује се да је број деце укључених у проституцију у опадању.                                                                                     | [ 41 ]        |
| Шри Ланка                 | 40.000                             | УНИЦЕФ наводи да је 30% жена у проституцији испод 18 година.                                                                                      | [ 42 ]        |

До 1999. године пријављено је да се у Аргентини проституција деце повећава узнемиравајуће и да се просечна старост смањује. Књига чињеница о удруживању против трговине људима (ЦАТВ) каже да је Аргентина једна од омиљених дестинација педофилских сексуалних туриста из Европе и Сједињених Држава. Кривични закон Аргентине криминализује проституцију малолетних лица млађих од осамнаест година или млађих, али само потврђују оне који „промовишу или олакшавају” проституцију, а не клијент који искоришћава малолетника.

## Прегледи

### Јавна перцепција
Антрополог Хеатхер Монтгомери пише да друштво има у великој мери негативну перцепцију проституције деце, делом зато што се деца често сматрају напуштеним или продатим од стране њихових родитеља и породица.  Међународна организација рада укључује проституцију деце на својој листи „најгорих облика дечијег рада”. На Светском конгресу против комерцијалне сексуалне експлоатације деце 1996. године названо је „злочин против човечности”, „мучење” и „ропство”.  Вирџинија Кендал, окружни судија и стручњак за искоришћавање деце и трговину људима, и Т. Маркус Функ, адвокат и професор права, пише да је тема емоционална и да постоје различите перспективе о његовој превенцији:
„Тема забране и кажњавања експлоатације деце покреће интензивне емоције. Иако постоји опште слагање да је сексуална експлоатација деце, било путем Интернета, принудне проституције, међународна или домаћа трговина децом ради секса или злостављања, у свету посматрачи у Сједињеним Државама и другде налазе мало заједничког питања о томе колико је то озбиљно понашање, или шта, уколико било шта, мора бити учињено како би се то решило.”
Истраживачки новинар Јулиан Схер наводи да су распрострањени клишеи о проституцији деце наставили у деведесетим годинама, када се појавила прва организована опозиција, а полицијски службеници су почели радити на уклањању заједничких заблуда. Рогер Маттхевс пише да су забринутост због педофилије и сексуалног злостављања деце, као и померање перцепције младих, навели јавности да виде оштру разлику између проституције деце и одрасле проституције. Иако се ово друго генерално намршти, прво се сматра нетолерантним.  Осим тога, каже он, деца се све више посматрају као „недужна” и „чиста”, а њихова проституција највише важи за ропство.  Путем промене у ставу, јавност је почела видети малолетнике укључене у трговину сексом као жртве, а не као починиоце злочина, којима је потребан опоравак, а не казна. 

### Опозиција
Иако су кампање против проституције деце потекле у 1800-им, први масовни протести против ове праксе догодили су се током деведесетих у САД, предвођене углавном ЕЦПАТ-ом. Група коју историчар Јуниус П. Родригуез описује као „најзначајнији од кампања против дететове проституције”, изворно се фокусирао на питање деце која се искоришћавају у југоисточној Азији од стране западних туриста. Групе за заштиту жена и групе за заштиту од туризма придружиле су се протесту праксе сексуалног туризма у Бангкоку на Тајланду. Опозиција сексуалном туризму подстакнута је имиџом тајландске омладине у проституцији, објављеној у Тимеи објављивањем речника у Великој Британији, описујући Бангкок као „место где има пуно проститутки”. Културна антрополога Сусан Девеи и Патти Келли пишу да, иако нису успели да спрече сексуални туризам, и стопе проституције деце су наставиле да расту, групе су „утицале на јавно мњење на националном и међународном нивоу” и успеле су да медије покрију тему обимно по први пут. ЕЦПАТ је касније проширио свој фокус у знак протеста против дечје проституције на потпуном нивоу.
Крајем деведесетих и почетком 2000-их такође је створено и неколико склоништа и програма опоравка за проституисану децу, а полиција је почела да активно истражује то питање. Национални ресурсни центар за трговину људима (НХТРЦ) је касније успоставио Пројекат Поларис као национална, бесплатна телефонска линија, која је на располагању да одговара на позиве са било кога у Сједињеним Државама, 24 сата дневно, седам дана у недељи, сваки дан у години. Вођен од стране Поларис пројекта, телефонска линија је направљена да омогући свима да извештавају о саветима и добијају информације о трговини људима.
Опозиција проституције деце и сексуалном ропству проширила се у Европу и на друге крајеве, а организације су потискивале да се проституисана деца признају као жртве, а не починиоци. Питање је остало истакнуто у наредним годинама, а разне кампање и организације наставиле су се у 2000. и 2010. години.

## Историја
Дечаци су се обично проституисали у јавним кућама у античкој Грчкој и Риму.  Према Роналду Флауерсу, „најлепше и највише рођене египатске девојке биле су присиљене на проституцију и наставиле су као проститутке све до прве менструације”. Кинеску и индијску децу обично продају родитељи у проституцију. Родитељи у Индији понекад су посвећивали своју женску децу хиндушким храмовима, где су постали „девадас”. „Традиционално високи статус у друштву, ,,девадасис” су првобитно били задужени за одржавање и чишћење храмова хиндуистичког божанства којем су додељени (обично богиња Ренука) и вештине учења као што су музика и плес. Међутим, пошто се систем развио, њихова улога је постала храмска проститутка, а девојке, које су биле „посвећене” пре пубертета, биле су обавезне да се проституишу према мушкарцима вишег слоја. Та пракса је од тада забрањена али и даље постоји 
У Европи, дечја проституција је процветала до краја 1800-их година;  малолетници чине 50% особа укључених у проституцију у Паризу. Скандал у Енглеској из 19. века изазвао је владу да подигне доба сагласности. Стеадови извештаји фокусирали се на 13-годишњу девојчицу, Елиза Армстронг, која је продата за 5 фунти (иста вредност од око 500 фунти у 2012. години), потом је одведена код бабице да би потврдила њену невиност. Доба пристанка је повећана са 13 на 16 у року од недељу дана од објављивања. Током овог периода, појам бело ропство се користио широм Европе и Сједињених Држава како би описао проституисање деце.

## Последице по жртву
Искуство дечје проституције је догађај ван уобичајеног искуства детета и као такав јако делује на дете. Уз то, степен развоја детета и његово животно искуство утичу на јачину трауме, јер могу детету помоћи или одмоћи да разуме, уједини и превазиђе доживљену трауму. Дете се трајно мења под утицајем трауматских искустава. Траума не оставља исте последице код све деце, али је извесно да утиче на различите аспекте њиховог развоја (психичког, физичког и моралног). Најчешће промене јављају се у погледу:
- афективне везаности и односа
- физичког здравља
- емоција и емоцијалног реаговања
- понашања
- сазнања
- слике о себи и перспективне будућности
- економског стања

Деца различитог узраста различито реагују на животне дођагаје, па и на дечју проституцију. Реакција детета предшколског узраста је повученост, муцање, изливи беса, поремећај спавања, трауматска игра (дете се игра тако што одиграва оно што му се дешавало), љутња, приврженост. Реакције детета школског узраста је самооптуживање, осећање кривице, фантазије освете, повишена раздражљивост, повлачење, повећана агресија. Реакција детета у адолесценцији је слична као код одраслих, измењена перцепција будућности, ниско самопоштовање, немогућност уживања, песимизам.
Колико ће дете брзо да се избори са траумом (и да ли ће) зависи од његове развијене комуникационе вештине, везаности за родитеље, адаптабилности, самопоуздања, развијене вештине решавања проблема, позитиван доживљај сопственог идентитета, као и да ли уме да препозна када му је потребна помоћ и подршка одраслих, и да је затражи.
Када се дете ослободи проституције, уз одговарајући опоравак, његове резилијенције и могу бити снажније него раније. Свако животно искуство које дете доживи јача његову отпорност. Потребе деце које су прошле ово искуство је исто као и потребе друге деце њиховог узраста, само је начин задовољавања различит. Основне потребе по Маслову су: физилошке потребе, сигурност, љубав, постигнуће и самоостваривање.
Када се сазна да је дете искоришћено потребно је одмах прекинути искоришћавање и обезбедити подршку. Што се тиче школе, посебно је важно да она не покушава сама да прекине искоришћавање детета. Уколико дете похађа наставу, затак школе је да му пружи неопходну подршку до прекида искоришћавања. Што пре дете добије подршку, то су веће шансе да ће повређивање бити краће и да ће дете опоравити од трауматичног искуства. Значајна је подршка психолога, психотерапеута, лекара различитих дисциплина, социјални радници, правни заступници... Они помажу да се осигура безбедност, здравље и развој детета и његов интерес. Детету ће највише да значи подршка породице, пријатеља, друге блиске особе. Ова подршка му омогућава да се осети прихваћеним и вољеним тамо где му је важно да буде- у својој породици и са пријатељима. Да би одрасли успоставили сарадњу и поверење са дететом битно је да покаже:
- искрену заинтересованост за дете као особу,
- искреност у свим фазама развоја дететове ситуације
- безусловно прихватање детета без обзира на његово искуство, без критиковања и радозналости за догађаје,
- уважавање дететових потреба и осећања,
- отвореност за дететова искуства, без предрасуда и откривљивања,
- дозволу детету да буде у отпору, да буде неповерљиво и уплашено,
- поштовање права детета

### Обавештавање деце о постојању и опасности дечје проституције
Неки од начина за реализацију превентивних активности су:
- предавања,
- трибине,
- радионице,
- гледање филма уз разговор,
- дискусија,
- презентације,
- рад на случајевима,
- драмски приказ,
- форум театар,
- ликовни и литерарни конкурси